# シグナス Orb-D1
シグナス Orb-D1(英語: Cygnus Orb-D1)はオービタル・サイエンシズが開発したシグナス無人宇宙補給機の初飛行。シグナス1、オービタル・サイエンシズCOTS実証飛行などとも呼ばれる。
オービタル・サイエンシズによってNASAとの契約下の商業軌道輸送サービス計画の実証ミッションとして行われた。この飛行でシグナスはソユーズ、スペースシャトル、プログレス、欧州補給機、HTV、ドラゴンに次いで、ISSに到着した7種目の宇宙機となった。

## 宇宙機
Orb-D1のミッションはシグナス宇宙船の処女飛行であり、与圧貨物モジュール (PCM)は標準構成のものが使われた。
オービタル社は同機をNASAの宇宙飛行士で、その後オービタル社が雇用しており、2008年3月15日に ジョージ・デビッド・ロウに因んで名づけた。
Orb-D1ミッションのメディア向けの簡易報告では、オービタル・サイエンシズの執行副社長フランク・カルバートソンは「我々はシグナスにデビッド・ロウの名をつけることを心から誇りに思う」と述べた。

## 打ち上げ

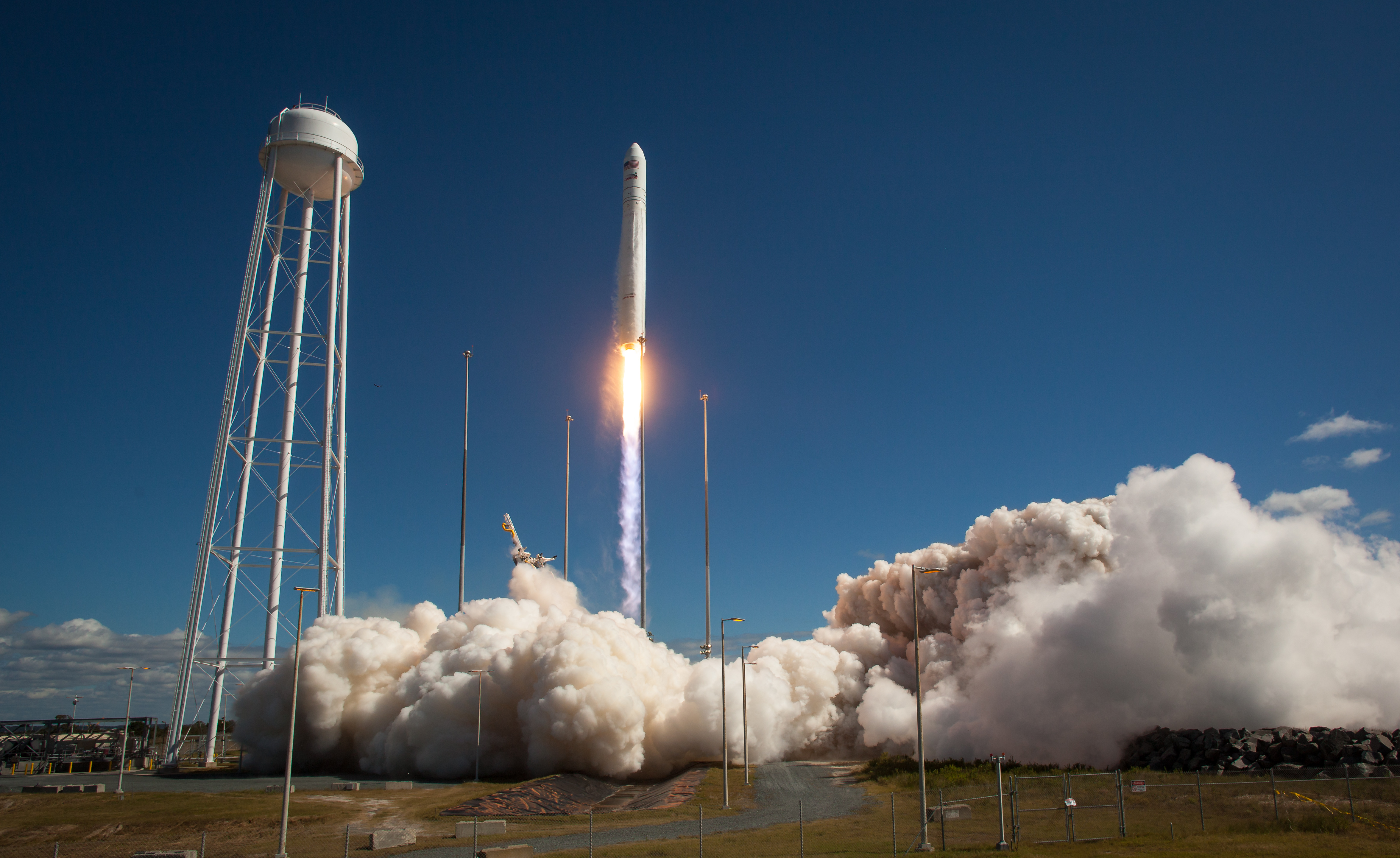
アトラスロケットによる打ち上げ

Orb-D1は2013年9月18日14時58分2秒2(UTC)に中部大西洋地域宇宙基地中部大西洋地域宇宙基地第0発射台からアンタレス110ロケットで打ち上げられ、地球低軌道へ投入された。打ち上げはアンタレスの2度目の打ち上げであり、暫定型のアンタレス110型の打ち上げはこれが最後であった。

## ISSとのランデブー
ランデブーは当初ミッションの4日目に予定されていたが、コンピューターのデータリンク問題のために延期された。
この細かいエラーはISSとシグナスがそれぞれ時計に利用しているGPSの小さな不一致に関連していた。また、その後3人のクルーを乗せたソユーズTMA-10MのISSへのドッキングを行うためにさらに遅延した。
一週間後、Orb-D1はステーションに近づくため航法、制御、安全などの試験を行った。10のテストが成功で終わった後、宇宙機は最終接近に取り掛かり、ISSの下12mの位置に置かれた。イタリアの宇宙飛行士、ルカ・パルミターノは2013年9月29日7時(東部夏時間)にインド洋上空でカナダアーム2で把持した。その後、シグナスはハーモニーの天底ポートに係留された。

## 搭載貨物
シグナスは食料品や予備部品など700kgの貨物を搭載していた。積荷を降ろした後、1290kgの不用品が積まれた。

## ミッション終了
10月22日10時4分(UTC)にカナダアーム2はシグナスのハーモニー天底ポートへの係留を解除した。宇宙機はその後ステーションの下の開放位置に動かされ、11時31分にロボットアームから開放された。その後離脱噴射を行いISSから離脱した。Orb-D1は軌道離脱のために10月23日17時41分(UTC)にメインエンジンに点火し、大気圏再突入を行い、18時16分(UTC)ごろ南太平洋上の大気圏で燃え尽きた。

## ギャラリー

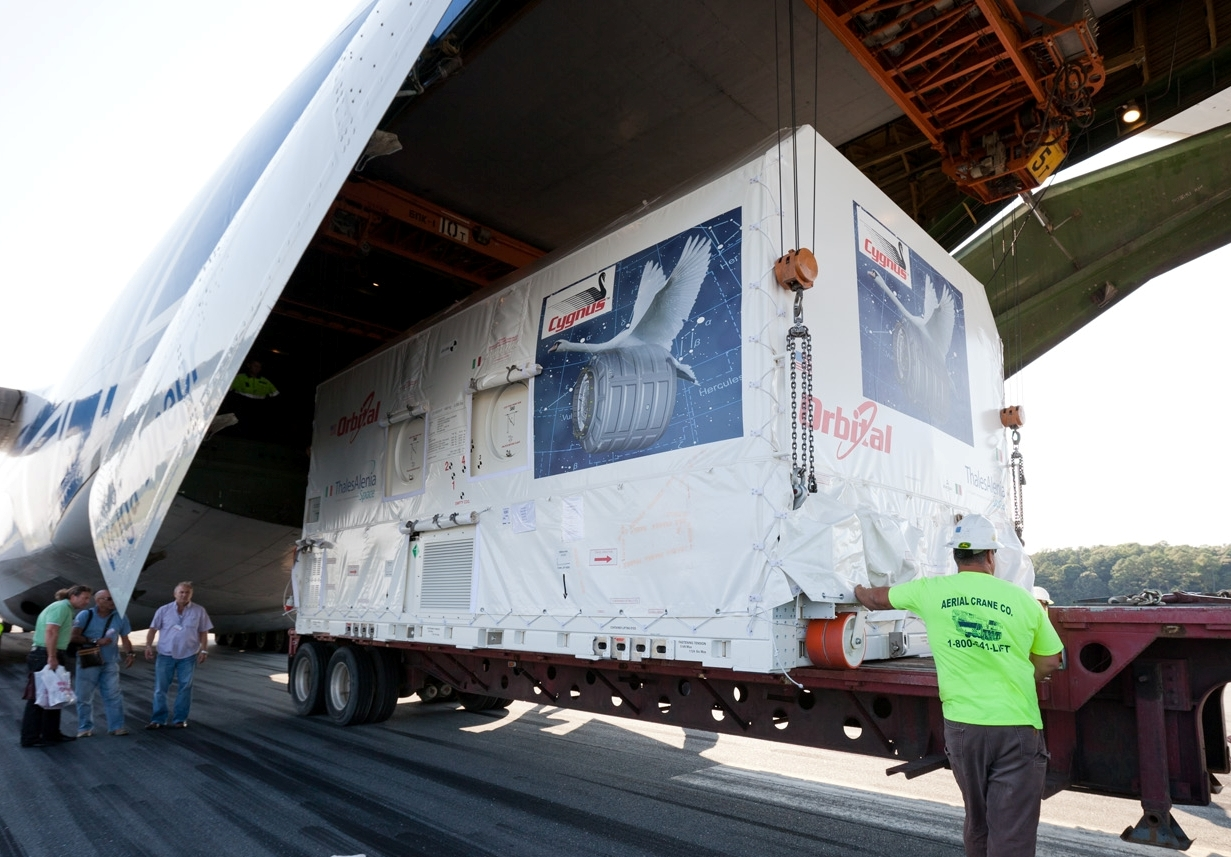
2011年8月24日のシグナス1のPCM、バージニア
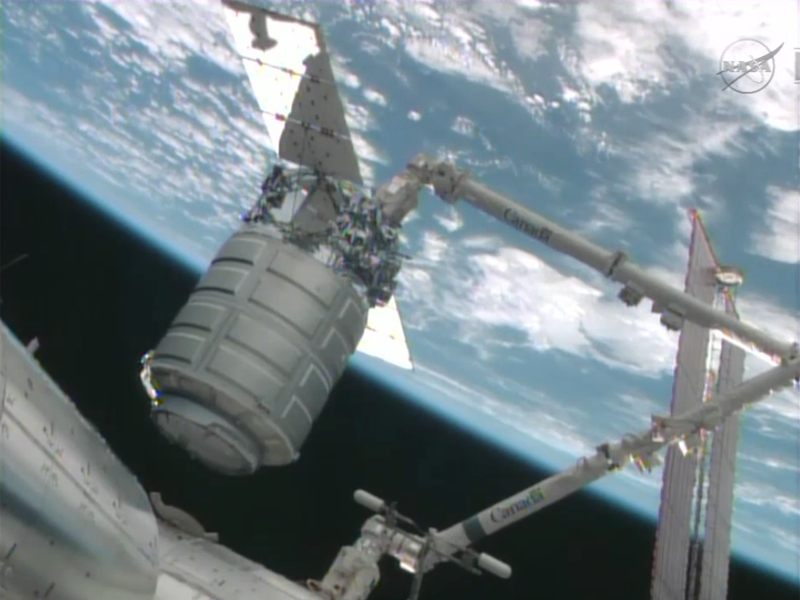
2013年9月29日、ISSに係留されたシグナス

## 註
1. 1 2  Bergin, Chris (2012年2月22日). “Space industry giants Orbital upbeat ahead of Antares debut”. NASA Spaceflight 2012年3月29日閲覧。
2. ↑  “NASA Wallops Flight Facility - Launch Schedule”. 2013年9月13日閲覧。
3. 1 2 3 4 5  “CYGNUS Satellite details 2013-047A NORAD 39258”. N2YO (2013年9月30日). 2013年10月19日閲覧。
4. ↑  “Worldwide Launch Schedule”. Spaceflight Now (2012年10月3日). 2012年10月3日閲覧。
5. 1 2 3  “COTS Orb-D1 Mission: Mission Description”.   Orbital Sciences (2013年). 2013年9月18日閲覧。
6. ↑  “Cygnus Spacecraft: Cygnus Overview”.   Orbital Sciences (2013年9月14日). 2015年7月6日閲覧。
7. ↑  Harwood, William (2013年9月29日). “Cygnus cargo ship captured by International Space Station”. CBS News 2014年1月9日閲覧。
8. ↑  Holley, Joe (2008年3月20日). “G. David Low, 52: Cerebral Astronaut Flew on 3 Shuttles”. The Washington Post 2014年1月9日閲覧。
9. ↑  Pearlman, Robert Z. (2013年12月9日). “Orbital names next space station freighter for late pilot-astronaut”. CollectSpace 2013年12月9日閲覧。
10. ↑  “Cygnus Orb-D1 Mission Status Center”.   Spaceflight Now (2013年9月18日). 2015年7月6日閲覧。
11. ↑  Dunn, Marsha (2013年9月22日). “Computer mishap delays space station supply ship Cygnus”. The Washington Post 2014年1月9日閲覧。
12. ↑  Bergin, Chris; Harding, Pete (2013年9月21日). “Cygnus delays ISS berthing following GPS discrepancy”. NASA Spaceflight 2013年11月4日閲覧。
13. ↑  Kramer, Miriam (2013年9月23日). “Cygnus spacecraft's arrival at space station delayed by incoming crew”. NBC News 2013年9月25日閲覧。
14. ↑  Hardwood, William (2013年9月29日). “Cygnus cargo ship captured by International Space Station”. CBS News 2013年9月29日閲覧。
15. ↑  “Cygnus launch cargo”.   Spaceflight Now (2013年9月14日). 2013年9月18日閲覧。
16. ↑  Clark, Stephen (2013年10月22日). “Cygnus completes maiden visit to space station”. Spaceflight Now 2014年1月9日閲覧。
17. ↑  “Canadarm2 Releases Cygnus After Successful Demonstration Mission”. NASA.gov (2013年10月22日). 2013年10月24日閲覧。
18. ↑  Beneski, Barron (23 October 2013). "Orbital Completes COTS Demonstration Mission to International Space Station" (Press release). Orbital Sciences. 2013年10月24日閲覧。